# شیر یا خط

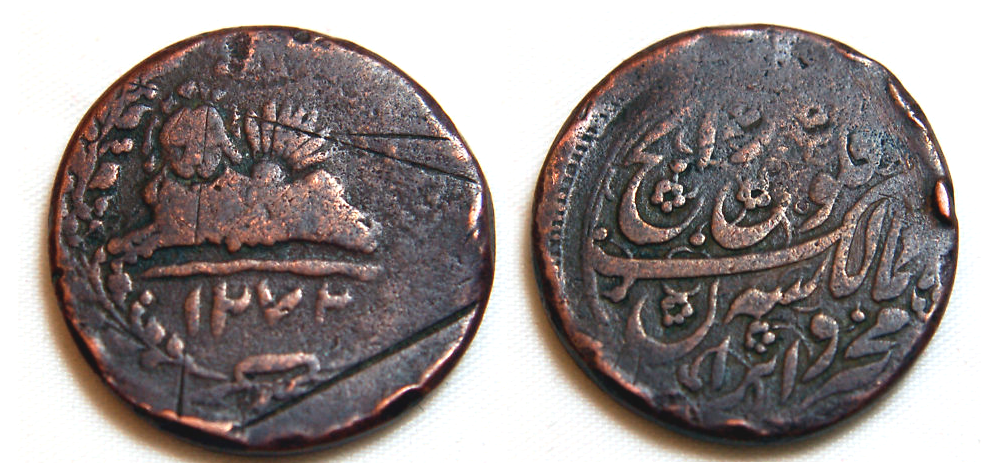
سکه‌ای از اواسط دوران قاجار

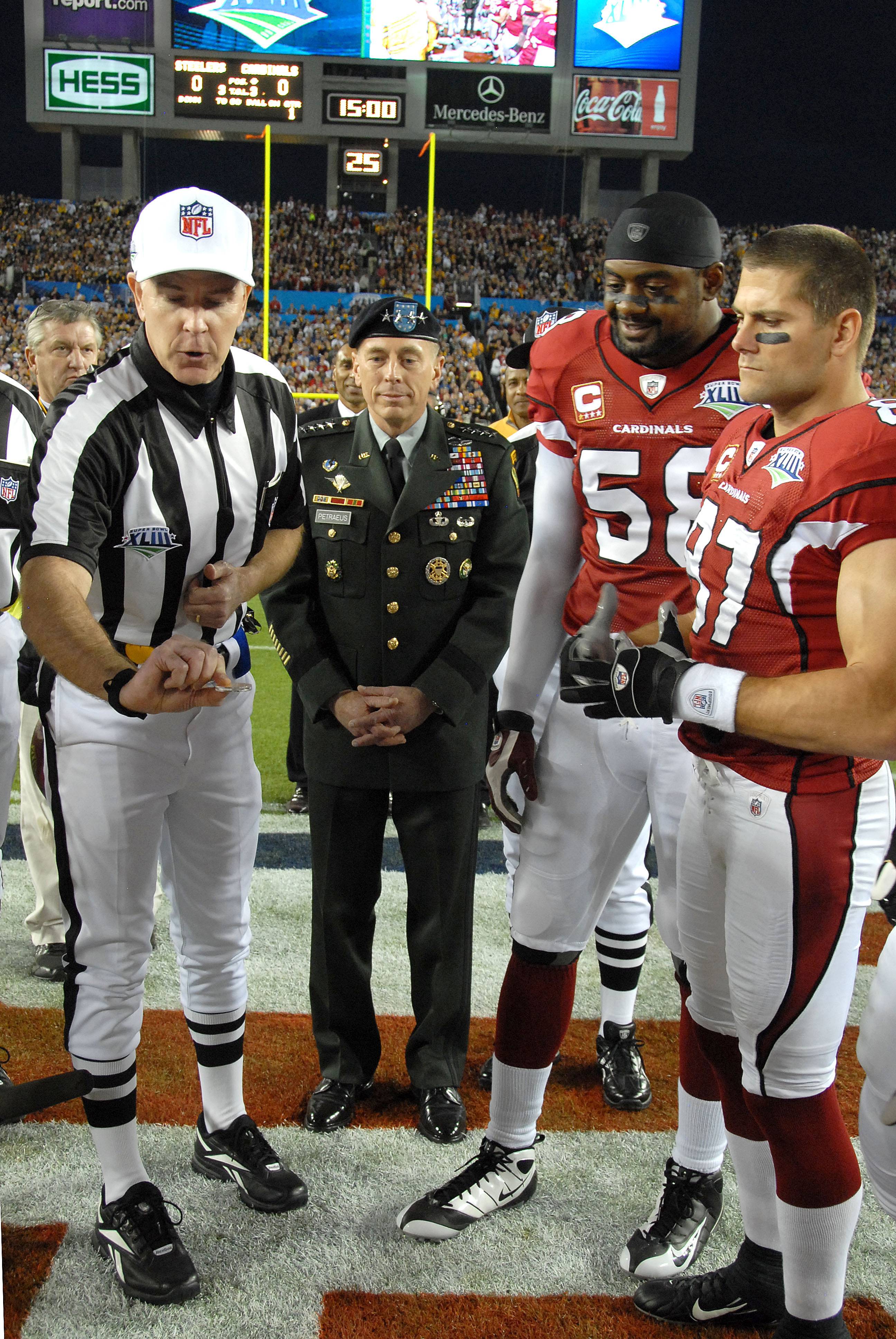
شیر یا خط در شروع بازی

شیر یا خط نوعی بازی دونفری است با سکه و آن چنان است که یکی از دو نفر سکه‌ای در دست گیرد و از طرف بپرسد «شیر یا خط؟» طرف بگوید شیر یا بگوید خط و او سکه را به زمین زند یا به هوا پرتاب کند تا بر زمین افتد؛ اگر آن سوی از سکه که مخاطب گفته‌است، بر روی زمین آمد برده وگرنه باخته‌است.
ریشه این اصطلاح به سکه‌های دوران قاجاریه و پهلوی برمی‌گردد که بر یک روی سکه نقش شیر و خورشید به همراه ارزش سکه و بر روی دیگر جمله خطاطی شده بود. البته در برخی سکه‌ها جمله جای خود را به تصویر پادشاه می‌داد و همچنین در دوران جمهوری اسلامی عدد همیشه بر روی سکه خطاطی می‌شود اما نقش شیر و خورشید با کوه دماوند یا خوشه گندم یا به تصاویر گوناگون تغییر داده شد. اما همچنان به روی سکه (که ارزش عددی سکه روی آن خطاطی شده) خط و روی دیگر آن شیر گفته می‌شود.
در بازی‌های ورزشی برای انتخاب زمین یا تعیین اینکه در اولین وهله توپ به دست کدام یک از طرفین باشد، از شیر یا خط استفاده می‌کنند و در این صورت پرتاب سکه به‌وسیلهٔ داور انجام می‌شود و سرپرستان تیم شیر یا خط می‌گویند و با آن تعیین زمین یا تعیین در دست داشتن توپ می‌کنند.